# Possidonía (Sýros)
Possidonía (grec moderne : Ποσειδωνία), anciennement connue sous le nom de Delangrátsia (grec moderne : Ντελαγκράτσια), est une localité située dans le dème de Sýros-Ermoúpoli, dans le district régional de Sýros, dans la périphérie d'Égée-Méridionale, en Grèce.
Selon le recensement de 2021, elle compte 794 habitants.